# ホアキン・ソローリャ
ホアキン・ソローリャ・イ・バスティダ（Joaquín Sorolla y Bastida、1863年2月27日 - 1923年8月10日）は、スペインの画家。「ソローリャ」は「ソロージャ」とも表記される。バレンシア出身。肖像画・風景画・社会的な絵画・歴史画の壮大な作品が特徴だった。典型的な画風として、故郷の明るい日差しの下の人々と風景の素朴な表現と、太陽に照らされた水が挙げられる。
マドリードのサラマンカ区にあるソローリャ美術館には、彼の作品が展示されている。この美術館の建物は、1910年に建てられた彼の自邸兼アトリエを当時のまま使用している。

## 略歴
バレンシアで生まれた。2歳の時、両親がコレラで亡くなり、姉と母親の妹の家族に育てられた。叔母の夫は錠前の職人で、ソローリャは工芸学校で学んだが、学校の校長が絵の才能を認め、バレンシアの王立美術学校(Real Academia de Bellas Artes de San Carlos de Valencia)で学べるように親戚を説得してくれた。美術学校を卒業し、兵役を終えた後、マドリードに出て、プラド美術館の巨匠の作品を模写して修行した。バレンシアの展覧会で評価され、1885年に州から奨学金を得て、ローマに留学し、ローマにスペイン政府が作った美術学校(Academia de España en Roma)でプラディージャ・オルティス(Francisco Pradilla Ortiz)に学んだ。同じ年パリを訪れ、フランスの印象派の画家の影響を受けることになった。結婚し、イタリアで活動した後、1889年にマドリードに戻ると、すぐに人気のある画家になり、多くの展覧会で賞を得た。
1893年からパリのフランス芸術家協会の展覧会へも出展を始め、何度か賞をとり、作品はフランス政府に買い上げられた。1900年のパリ万国博覧会の展覧会に出展し入賞し、フランス政府からレジオンドヌール勲章（シュヴァリエ）を受勲した。1909年にはアメリカでも展覧会を開き成功し、ニューヨークの博物館「The Hispanic Society of America」の壁画も描いた。また多くの重要な人物の肖像画を描いたことでも知られている。

## ギャラリー

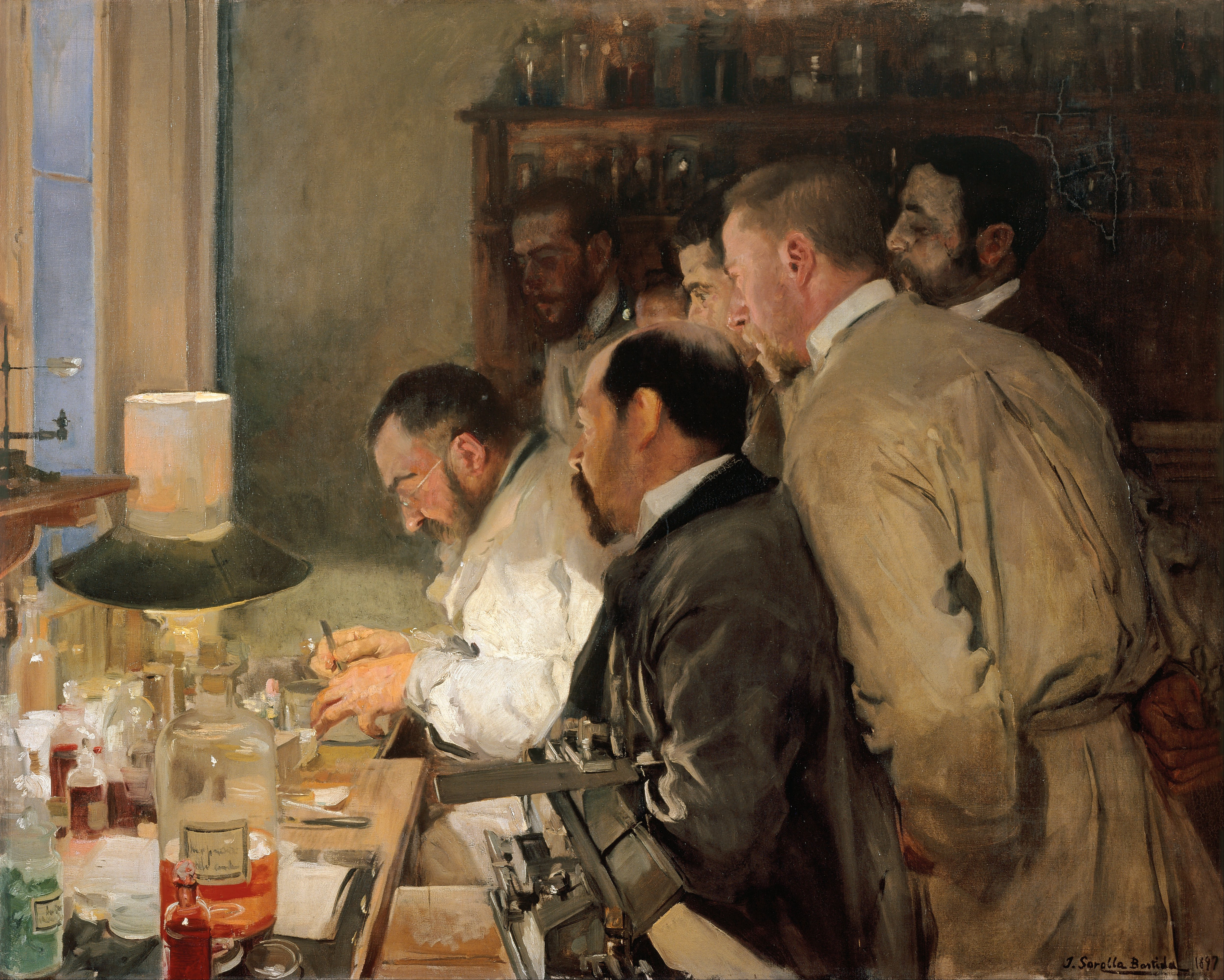
研究者 (1897年)
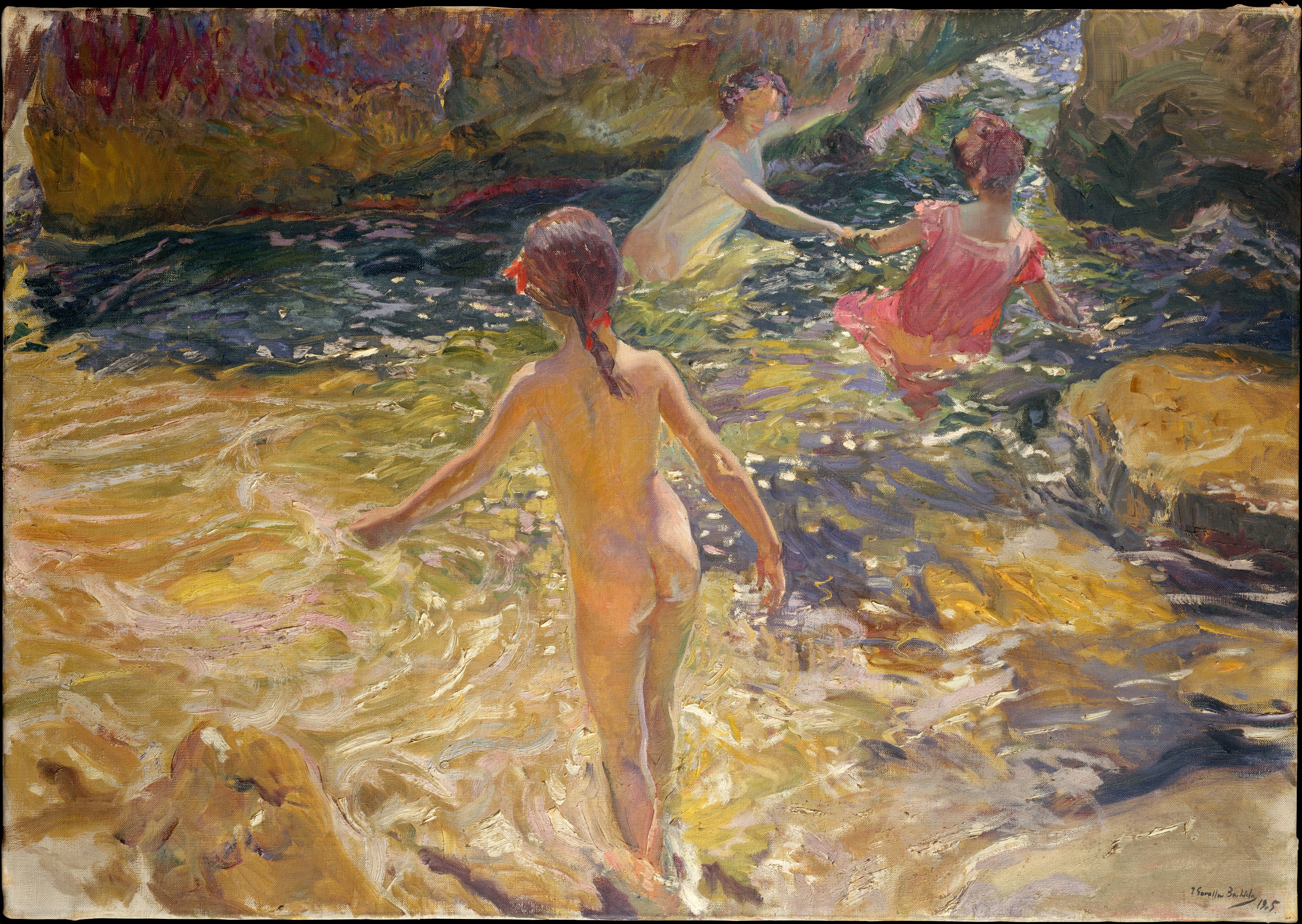
水浴、ハベア (1905年)
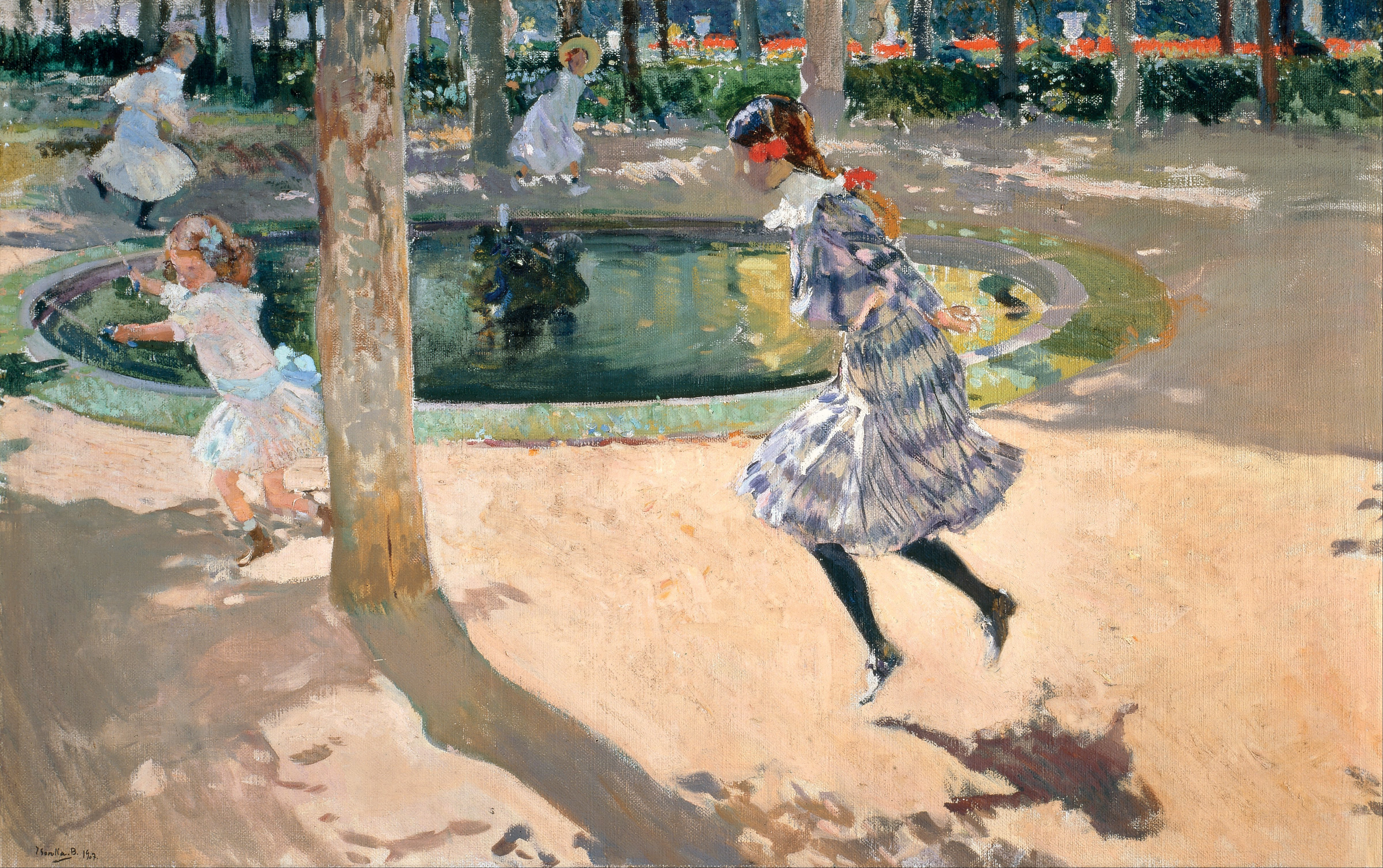
縄跳び (1907年)
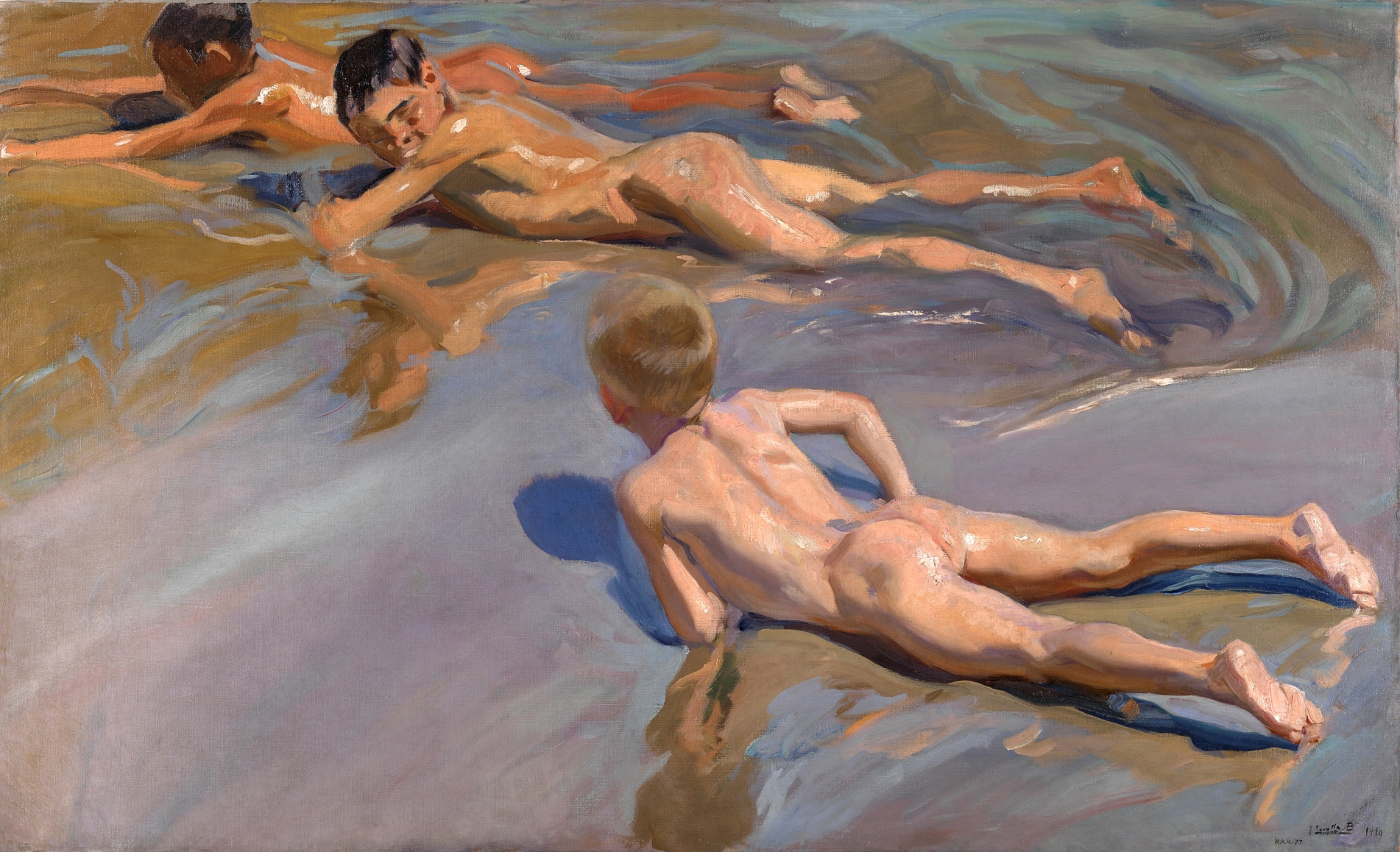
浜辺の子供たち (1910年) プラド美術館